# 初恋マジカルブリッツ
『初恋マジカルブリッツ』(Hatsukoi Magical Blitz)は、あすか正太/著、天広直人/イラストのライトノベル。集英社「スーパーダッシュ文庫」刊。2010年6月25日現在、15巻まで刊行されている（全16巻予定）。メディアミックスとして、同社刊の漫画雑誌「ウルトラジャンプ」2008年1・2月号で天広の作画によるコミカライズ作品（前・後編）が掲載された後、2009年2月号より連載開始。
学園ラブコメディ作品ではあるが、旧約聖書における神話などを扱ったバトルファンタジー作品でもあり、性的な表現や残酷な描写なども含まれる。

## あらすじ
初恋学園に通う高校一年生の藤井鼓太郎は、魔術師（マギウス）・鈴蘭との出会いにより、リリスの欠片を目覚めさせる。藤井鼓太郎と白鳥祈梨が逆境を乗り越えながら、一途な思いを貫き、結ばれ、絆を深めていく純情物語。

## 登場人物

### 主人公
藤井 鼓太郎（ふじい こたろう）
主人公。リリスの欠片を心臓に持つ少年。お人好しで不幸を背負い込む体質。　
身長が低く、よく鼻血が出ることにコンプレックスを感じている。
欠片を持ったため、定期的にセックスをしないと死んでしまう体になってしまった。
欠片を持つために魔法を使えるようになったが、そちらの方面は修行不足でほとんど使えず、もっぱら欠片の影響で上がった身体能力で戦っている。ちなみに魔法使いとしての属性は火。
リリスの欠片の影響で両目がリリスの石眼もしくはリリスの赤眼と呼ばれる宝石眼（所謂魔眼）となってしまった。その赤い眼には人を魅了する力があり、鈴蘭の造った眼鏡でその力を抑えている。裸眼を見たものは男女関わらず鼓太郎に恋をすることになる。
物語が進むにつれ彼に好意を持つヒロインが多数登場していく。物語中盤で祈梨とアルミナを妻にすると宣言をする。

### ヒロイン
白鳥祈梨（しらとり いのり）
物語のメインヒロイン。鼓太郎のガールフレンド。心優しい内気な女の子で、純心に鼓太郎を愛する。
長身で、「B93.W55.H84」というグラビアモデル並みのスタイルを持つが、大きな胸にコンプレックスを感じ、前屈みになる癖がついてしまい、猫背になった。
内気で気弱なため、周囲からは（ユージェニーやアルミナなど鼓太郎に好意を持っているという点ではライバルにあたる登場人物からも）「鼓太郎が一番好きなのは祈梨」と認められて応援されているにもかかわらず自信が持てていない。ただし内気で気弱なのは普段時であり、デートのときはやや大胆になったり、敵と対峙した時や鼓太郎の危機には凛とした芯の強い態度を取る。
鼓太郎の恋人というポジションのため、物語中で誘拐されたり操られたり記憶をいじられたり異世界に放逐されたりとかなり大変な目にあっている。
物語中やあとがきなどで「魔法使いになりたい」と言う旨の発言をしている。実際、魔法使いとしての素質はかなりものがあるらしい。
鈴蘭（すずらん）
鼓太郎の使い魔（パ・ペット）。小柄で人形のような美少女。
鼓太郎の両眼を見たことで人間としての心（愛情）を与えられ日々成長している。ちなみに鼓太郎は鈴蘭にも自分の眼は効いているということに（鼓太郎への愛を持ったということに）全く気づかないため、それに対し怒りの感情も覚えた。しかし人の感情などが読めないため、知らず知らずのうちに人を傷つけてしまうこともある。
ネットを趣味とし、チャット仲間も出来ている。物語が進むにつれ進行し、今では立派な中毒者になっている。鼓太郎とヒロインとのエンゲージ（セックス）の場面を盗撮するのが楽しみ。
美鶴（みつる）・ゴスペル・ユージェニー
雷術師。偶然鼓太郎の両眼を見てしまったことで恋心を抱いているが、秘密にしている。
教会に身を捧げているため、恋愛も結婚もできない。
アルミナ・イシュタル・アスタロト
前世の妻を名乗り、鼓太郎に迫る悪魔少女。
祈梨と鼓太郎の3人プレイを目論んでいる。
姉が怖くて逆らえないが、その姉も鼓太郎との交際を認めている。
マイペースで強引なため、周りに迷惑をかけていることを知らない。

### 欠片関連
リリス
聖書から消されたアダムの妻。
ナノリリス
子供っぽく白い服を纏う。
鼓太郎の中に魂を宿し、鼓太郎にハーレムを作れと命令している。
クロリリス
ナノリリスと対の存在。
黒い服を纏い大人びた雰囲気を持つがやや強情。
祈梨の中に魂を宿している。

### 魔術師
ル・ド・ウィーゴ
藤井 健次郎（ふじい けんじろう）
鼓太郎と琴子の父親。
本名をケンリックと言い、常世の幻術師（ホールド・タイマー）と呼ばれていた。
実子は琴子で、鼓太郎は拾ってきた。
フランシスカ
もう一人のリリスが自らの中に宿っていると言って鼓太郎に歩み寄るが実際には宿してはいない。
もう一人のリリスを宿す事に異常な程執着をする。
昔ユージェニーと共に同じ教会に居た。
ノイン
フランシスカに仕える使い魔（パ・ペット）。鈴蘭よりも感情に乏しい。
鈴蘭とは姉妹。

### 悪魔
ウル
アルミナを主と慕う地獄少女。怒りっぽいが根は一途。
アルミナの幸せが一番大事である。
ティア
ウルの使い魔。
エスペランザ
アルミナの姉。

### その他登場人物
霧崎 姫沙樹（きりさき きさき）
鼓太郎の眼を見てしまい、思わぬ恋心に動揺する。
祈梨をいじめるいじめっ娘であり、自分の気持ちに素直になれないツンデレな部分も併せ持つ。
藤井 琴子（ふじい ことこ）
鼓太郎の義理の妹（本人は知らないようである）。鼓太郎と年が同じで学校も同じクラス。
次々と兄の前に美少女が現れるため、心休まぬ日々を送っている。
甘いものが大好きで、兄と喧嘩をしたときはお菓子で仲直りしている。

## 既刊一覧

### 小説
1. はじめていいます、大好きです ISBN 4-08-630244-6
2. いいからあたしに恋しなさい! ISBN 4-08-630250-0
3. ぜったい言わない、愛してる! ISBN 4-08-630271-3
4. 大好きです、あなたにだけは伝えたい! ISBN 4-08-630285-3
5. いますぐわたしに愛に恋! ISBN 4-08-630304-3
6. HのあとにはIがある? ISBN 4-08-630307-8
7. もっと大好き、してください! ISBN 4-08-630330-2
8. ないしょのトライアングルラブ! ISBN 978-4-08-630355-2
9. キッスはふたりの愛ことば! ISBN 978-4-08-630369-9
10. いま、愛に生きますっ! ISBN 978-4-08-630388-0
11. 世界でいちばん君が好き! ISBN 978-4-08-630423-8
12. いつでも、あなた100%! ISBN 978-4-08-630442-9
13. 好きになるから女の子! ISBN 978-4-08-630466-5
14. わたし、きもち、愛、すべて！ ISBN 978-4-08-630498-6
15. あなた、ときめき、恋、もっと！ ISBN 978-4-08-630537-2

1〜5巻と6巻以降ではタイトルロゴのデザインが異なる。1〜4巻は魔術師ル・ド・ヴィーゴとの戦いを描いた第1章、5・7・8・9巻はアルミナの登場する第2章、6巻は番外短編集である。
10巻以降はフランシスカの登場に更なる波乱の予感が…。

### 漫画
1. 初恋マジカルブリッツ 1　ISBN 978-4-08-877732-0
2. 初恋マジカルブリッツ 2　ISBN 978-4-08-877865-5
3. 初恋マジカルブリッツ 3　ISBN 978-4-08-879138-8
4. 初恋マジカルブリッツ 4　ISBN 978-4-08-879295-8